# Protosirenidae
Protosirenidae — вимерла примітивна родина підряду сиренових.
Вважається, що протосіреніди були земноводними чотириногими, тобто вони проводили час як на суші, так і у воді та мали чотири ноги.